# Пьяцца, Альберто
Альберто Пьяцца (итал. Alberto Piazza; 18 октября 1941, Турин — 18 мая 2024, Турин) — итальянский генетик человека, профессор генетики человека в Туринском университете.

## Биография
Родился в еврейской семье в Турине. Пьяцца — профессор медицинской статистики Туринского университета, профессор генетики Неаполитанского университета и профессор генетики человека Туринского университета.
Ученик Луиджи Луки Кавалли-Сфорца; в 2001 году он опубликовал монументальное исследование, в котором пришёл к выводу, что человеческие расы не существуют и что все люди принадлежат к уникальному виду.
Умер 18 мая 2024 года, в возрасте 82 лет.

## Труды
- (соавт. с Луиджи Лукой Кавалли-Сфорца и Паоло Меноцци) The history and geography of human genes, Princeton University Press, 1994.